# Лукавец Сутлански
Лукавец Сутлански (хрв. Lukavec Sutlanski) је насељено место у општини Дубравица, Загребачка жупанија, Хрватска.

## Историја
До територијалне реорганизације у Хрватској био је у саставу старе загребачке приградске општине Запрешић.

## Становништво
У попису становништва из 2011. године, Лукавец Сутлански је имао 133 становника.
| Број становника према пописима | Број становника према пописима | Број становника према пописима | Број становника према пописима | Број становника према пописима | Број становника према пописима | Број становника према пописима | Број становника према пописима | Број становника према пописима | Број становника према пописима | Број становника према пописима | Број становника према пописима | Број становника према пописима | Број становника према пописима | Број становника према пописима | Број становника према пописима |
| ------------------------------ | ------------------------------ | ------------------------------ | ------------------------------ | ------------------------------ | ------------------------------ | ------------------------------ | ------------------------------ | ------------------------------ | ------------------------------ | ------------------------------ | ------------------------------ | ------------------------------ | ------------------------------ | ------------------------------ | ------------------------------ |
| 1857                           | 1869                           | 1880                           | 1890                           | 1900                           | 1910                           | 1921                           | 1931                           | 1948                           | 1953                           | 1961                           | 1971                           | 1981                           | 1991                           | 2001                           | 2011                           |
| 106                            | 143                            | 146                            | 192                            | 209                            | 225                            | 223                            | 295                            | 248                            | 217                            | 185                            | 174                            | 157                            | 158                            | 158                            | 133                            |

Напомена: Исказано под именом Лукавец Дубравички 1857. и Лукавец од 1869. до 1900.